# Олійник Володимир Юрійович
Володи́мир Ю́рійович Олі́йник (9 березня 1985, Христинівка, Черкаська область — 9 липня 2015, с. Малинове, Станично-Луганський район, Луганська область) — український військовик. Солдат Збройних сил України. Розвідник-кулеметник. 128-а окрема гірсько-піхотна бригада. Нагороджений орденом «За мужність» III ступеня (посмертно). Учасник російсько-української війни.

## Життєпис
Закінчив Христинівську середню школу І—ІІІ ст. № 2. Працював помічником машиніста. Призваний за мобілізацією 1 серпня 2014 року. На фронті був водієм, розвозив боєприпаси та продукти бійцям, пройшов бойові дії в районі Дебальцеве, останнє місце дислокації — район смт Станиця Луганська.

### Обставини загибелі
Загинув 9 липня 2015 року о 7:10 під час бойового зіткнення з ДРГ противника поблизу с. Малинове, Станично-Луганський район, Луганська область. Важких поранень у часі бою зазнав сержант Андрій Мазур.
Сімейний стан: залишилися мати і сестра.
Місце поховання: м. Христинівка, Черкаська область.
Указом Президента України № 9/2016 від 16 січня 2016 року, «за особисту мужність і високий професіоналізм, виявлені у захисті державного суверенітету та територіальної цілісності України, вірність військовій присязі», нагороджений орденом «За мужність» III ступеня (посмертно).
Напередодні Дня захисника України на фасаді Христинівської середньої школи I—III ст. № 2 відкрито меморіальну таблицю пам'яті воїнам-захисникам, Дмитрові Георгієву та Володимирові Олійнику, які загинули на сході країни. Цю почесну місію виконали учасники АТО, кіборги Віталій Паламарчук та Євгеній Кулібаба.